# Тімбер-Лейкс (Юта)
Тімбер-Лейкс (англ. Timber Lakes) — переписна місцевість (CDP) в США, в окрузі Восач штату Юта. Населення — 866 осіб (2020).

## Географія
Тімбер-Лейкс розташований за координатами 40°28′30″ пн. ш. 111°15′22″ зх. д. / 40.47500° пн. ш. 111.25611° зх. д. (40.475032, -111.255999).  За даними Бюро перепису населення США в 2010 році переписна місцевість мала площу 23,19 км², з яких 22,90 км² — суходіл та 0,29 км² — водойми.

## Демографія
Згідно з переписом 2010 року, у переписній місцевості мешкало 607 осіб у 230 домогосподарствах у складі 171 родини. Густота населення становила 26 осіб/км².  Було 833 помешкання (36/км²).
Расовий склад населення:
| - 97,2 % — білих - 0,8 % — азіатів - 0,3 % — корінних американців |

До двох чи більше рас належало 1,5 %. Частка іспаномовних становила 2,6 % від усіх жителів.
За віковим діапазоном населення розподілялося таким чином: 25,4 % — особи молодші 18 років, 65,9 % — особи у віці 18—64 років, 8,7 % — особи у віці 65 років та старші. Медіана віку мешканця становила 38,5 року. На 100 осіб жіночої статі у переписній місцевості припадало 113,7 чоловіків;  на 100 жінок у віці від 18 років та старших — 116,7 чоловіків також старших 18 років.
За межею бідності перебувало 10,0 % осіб, у тому числі 0,0 % дітей у віці до 18 років та 0,0 % осіб у віці 65 років та старших.
Цивільне працевлаштоване населення становило 151 особа. Основні галузі зайнятості: освіта, охорона здоров'я та соціальна допомога — 53,6 %, мистецтво, розваги та відпочинок — 36,4 %, публічна адміністрація — 9,9 %.